# NGC 549
NGC 549 è una galassia a spirale barrata situata nella costellazione dello Scultore a una distanza di circa 281 milioni di anni luce dalla nostra Via Lattea.

## Scoperta
NGC 549 è stata scoperta il 29 novembre 1837 dall'astronomo britannico John Herschel.

## Descrizione
La galassia ha una classe di luminosità I.